# Szybik
Szybik – rodzaj wyrobiska górniczego swoją budową przypomina szyb, jednak nie łączy wyrobisk podziemnych z powierzchnią, lecz poszczególne poziomy kopalni ze sobą. Istnienie szybików było uzasadnione przez ograniczoną długość lin stosowaną w pierwszych urządzeniach wyciągowych, jak np. w kieratach konnych. Zadaniem szybików było więc umożliwienie górnikom eksploatacji złoża znajdującego się poza zasięgiem maszyn wyciągowych.